# Angela Hondru
Angela Hondru (n. 4 decembrie 1944) este un niponolog român, unul dintre pionierii studiilor de limbă și literatură japoneză în România. Este traducător din literatura modernă și contemporană japoneză și profesor universitar la Universitatea Hyperion din București, fondatoarea Secției de Limba Japoneză.
În 2008, a primit Premiul Japan Foundation pentru limbă japoneză.
Specialistă în folclor comparat, românesc și japonez, și-a concentrat lucrările științifice asupra dansului tradițional japonez kagura.